# Quartel-general supremo das Potências Aliadas da Europa

Brasão

O Quartel-General Supremo das Potências Aliadas da Europa (SHAPE) é o quartel-general militar das Operações do Comando Aliado (ACO) da Organização do Tratado do Atlântico Norte (OTAN) que comanda todas as operações da OTAN em todo o mundo. O SHAPE está situado na aldeia de Casteau, perto de Mons, Bélgica.
O comandante da ACO e da SHAPE é intitulado Supreme Allied Commander Europe (SACEUR), e é sempre um oficial general de quatro estrelas ou oficial de bandeira dos EUA que também serve como Comandante do Comando Europeu dos EUA.
De 1951 a 2003, o SHAPE foi o quartel-general do Comando Aliado da Europa (ACE). Desde 2003, o SHAPE é o quartel-general da ACO, controlando a OTAN também fora da Europa. Embora o âmbito geográfico das suas atividades tenha sido alargado, o SHAPE manteve o seu nome tradicional com referência à Europa.

## Papel nas missões da União Europeia
Nos termos do Berlin Plus agreement, de 2002, o SHAPE pode também participar na estrutura de comando e controle da União Europeia (UE) como quartel-general operacional (QO) para as missões da UE. Nesse caso, o Vice-Comandante Supremo Aliado da Europa (DSACEUR), que é sempre um europeu, serviria como Comandante da Operação (OpCdr). Esta utilização do SHAPE pela UE está, no entanto, sujeita a um "direito de preferência", ou seja, a OTAN deve primeiro recusar-se a intervir numa dada crise e depende da aprovação unânime entre os Estados da OTAN, incluindo os que não pertencem à UE.